# Angstloch

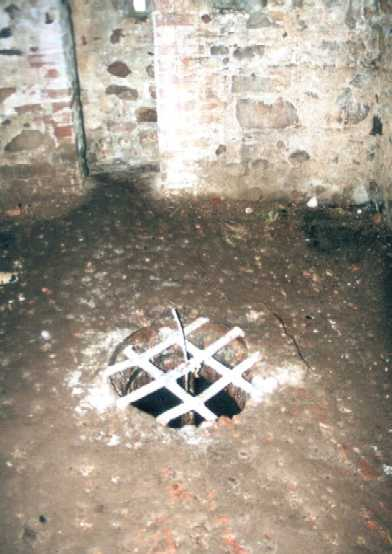
Angstloch auf der Festung Spantekow

Als Angstloch bezeichnet man in mittelalterlichen Burgen und Festungen einen engen Zugang zu einem darunter liegenden Raum. Das Angstloch befindet sich im Fußboden über dem Untergeschoss eines Bergfrieds. 
Die Decke kann ein gemauertes Gewölbe sein oder eine hölzerne Balkendecke. Beim Deckengewölbe liegt das Angstloch in der Mitte, damit eine Last beim Hieven nicht an der Wand anschlägt, da viele Verliese tief und eng wie ein Brunnenschacht sind. Bei Holzbalkendecken ist das Loch oft seitlich angeordnet, wegen der Balkenunterzüge und Holztreppen, auch weil die Seilwinde frei stehen musste.
Laut Otto Piper wurden Gefangene durch das Angstloch mit einem Seil in das Verlies herabgelassen.

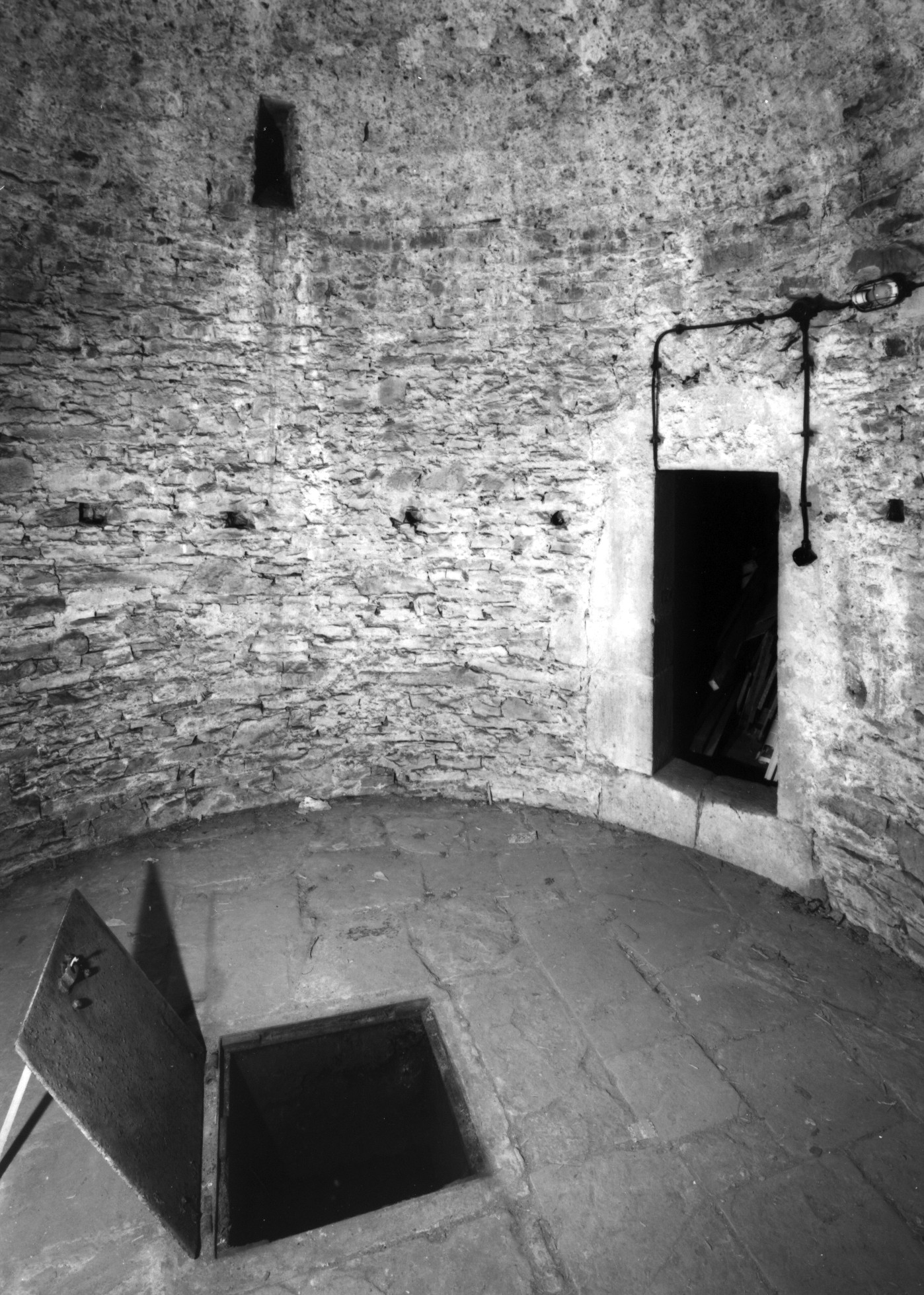
Angstloch auf Burg Wildenburg
Schnitt durch den  Hexenturm von Idstein, unteres Geschoss durch Angstloch zugänglich